# ポルシェ・918
ポルシェ918スパイダー（918 Spyder）はポルシェが製造したコンセプトカー、およびこれを市販化したオープンカー、スーパーカーである。ポルシェ・カレラGTの後継にあたり、1969年にデビューしたポルシェ・917をモチーフとしている。

## 918スパイダーコンセプト
2010年3月10日第80回サロン・アンテルナショナル・ド・ロトで発表され、その後北京モーターショーでも公開された。
走行性能をあらゆる点で高めることを意図した結果二酸化炭素排出量70g/km、燃料消費量も3L/100kmといった超コンパクト車両並みの卓越した燃費性能と、0-100km/h3.2秒以内、最高速度320km/h、ニュルブルクリンク北コースでのラップタイムが7分を切るという運動性能を両立している。

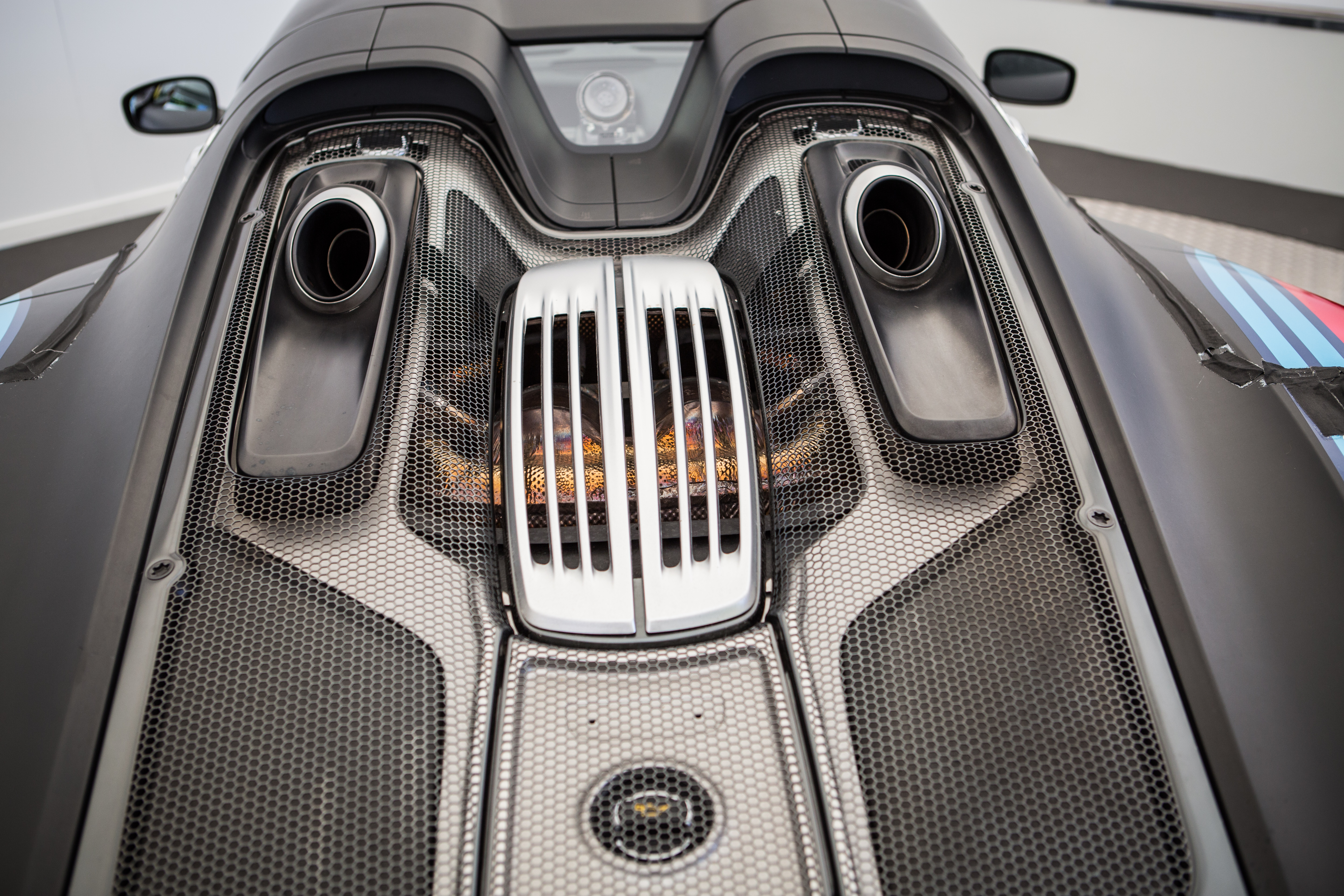
Porsche 918 Goodwood 2014

### エンジン/モーター
メインの動力源であるV型8気筒エンジンは、RSスパイダー用のものを改良し、最高出力506PS(370kW)/9,200rpmとした上でミッドシップに配置。その他にフロント軸に2個とリア軸用トランスミッションに1個、合計3個、合計220PS（163kW）の電気モーターを装備している。エンジンとリアモーターはポルシェ独自のDCTである7速PDKを介してリアホイールを駆動し、フロントモーター2個は変速比固定でフロントホイールを駆動するプラグインハイブリッド車である。電池は、車室後方に液冷リチウムイオン二次電池を搭載している。
走行モードは4つある。
- E-Driveモード - バッテリー電力、リアモーターで走行し航続距離は最大16マイル（26km）である。
- ハイブリッドモード - ハイブリッド。
- スポーツモード - ハイブリッド。
- レースモード - ハイブリッド。パスボタン（push-to-pass）を押すことにより更にモーター出力を高くすることも可能。

### シャシ
カーボン繊維強化プラスチック製モノコック。その他の部分もアルミニウムやマグネシウムを多用し軽量化されている。ボディ、シャシの基本はポルシェ・カレラGTを踏襲しており、販売目標台数に達しなかったカレラGTの余剰パーツがうまく再利用された。

## 918スパイダー

### エンジン/モーター
4.6 L V型8気筒エンジンは608PS、システム合計の出力は887PS。なお、2023年から投入予定のLMDh車両であるポルシェ・963にも、本エンジンの派生型が搭載される。

## 918RSR

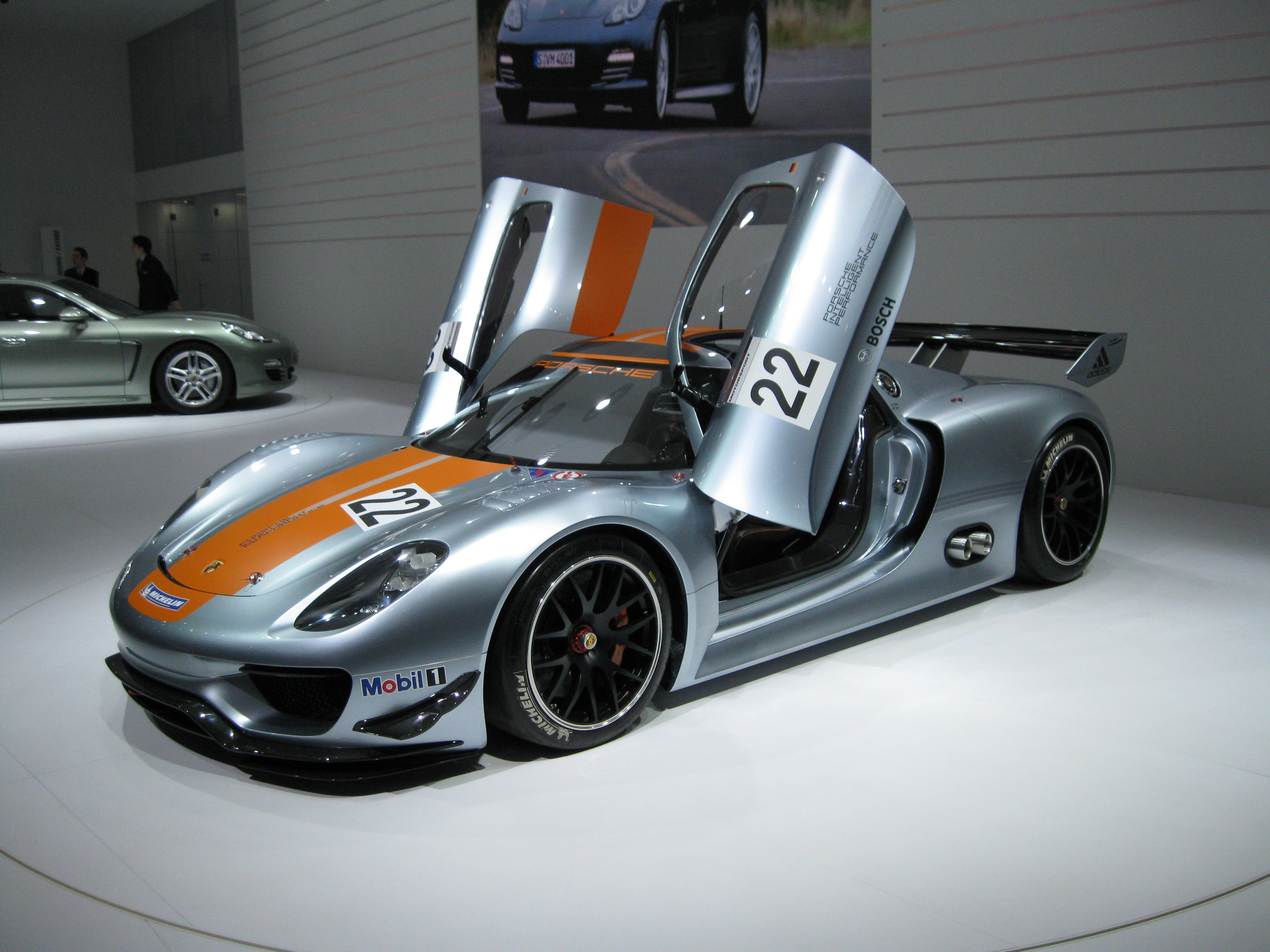
918RSR

2011年1月10日北米国際オートショーで発表されたモータースポーツ用バージョン。ゼッケン22は1971年のル・マン24時間レースで優勝したポルシェ・917Kに由来する。

### エンジン/モーター
エンジンは直噴化するなど改良を受け、563PS（414kW）/10,300rpmを発揮する。プラグインハイブリッドは廃止されたが、フロントにモーターを2基配している。エンジン出力に余裕がある時や減速時にモーターからフライホイールジェネレーターにエネルギーが蓄えられる運動エネルギー回生システムにより回生エネルギーが最大限フライホイールに蓄えられた場合、モーターは8秒間連続204PS（150kW）出力可能。エンジンとモーターの合計出力は767PS（564kW）。

## 市販化
2011年5月13日、ポルシェは918スパイダーの市販化および受注開始を発表。価格は684,800ユーロ（ユーロ建てのみ設定）。全世界で918台の限定生産で、生産は2013年9月18日から開始する予定とされた。
ヴァイザッハ・パッケージと呼ばれるオプションでは36kg軽量化がなされている。
2015年には918台全てがラインオフされた。